# Cagnac-les-Mines
Cagnac-les-Mines (okzitanisch Canhac de las Minas) ist eine französische Gemeinde mit ca. 2500 Einwohnern im Département Tarn in der Region Okzitanien (vor 2016: Midi-Pyrénées).

## Lage und Klima
Cagnac-les-Mines liegt auf einer leichten Anhöhe etwa 6 km (Fahrtstrecke) nördlich des Zentrums von Albi am äußersten südwestlichen Rand des Cevennen-Gebirges in einer Höhe von etwa 230 m. Das Klima ist gemäßigt; Regen (ca. 900 mm/Jahr) fällt übers Jahr verteilt.

## Bevölkerungsentwicklung
| Jahr      | 1800 | 1851 | 1901 | 1954 | 1999 | 2021 |
| --------- | ---- | ---- | ---- | ---- | ---- | ---- |
| Einwohner | 288  | 690  | 1352 | 4016 | 2086 | 2594 |

## Wirtschaft
Die überwiegend landwirtschaftlich orientierte Gemeinde erfuhr im ausgehenden 19. Jahrhundert durch die Entdeckung eines Kohlevorkommens einen beträchtlichen wirtschaftlichen Aufschwung. Die unterirdische Kohleförderung wurde im Jahr 1987 eingestellt, doch wurde bereits im Jahr 1982 der Bau einer neuen Tagebaumine beschlossen, die jedoch nur von 1989 bis 1997 in Betrieb war.

## Geschichte
Der Ort existierte bereits im Mittelalter als Weiler (hameau) der Gemeinde Saint Sernin lès Mailhoc. Zu Beginn des 20. Jahrhunderts wurde jedoch die Gründung einer neuen Gemeinde mit Namen Cagnac-les-Mines beschlossen, deren Hauptort Cagnac wurde.

## Sehenswürdigkeiten
- Die in der Mitte des 19. Jahrhunderts anstelle eines Vorgängerbaus im Stil der Kathedrale von Albi erbaute Kirche Notre-Dame-de-la-Drèche ist seit dem Jahr 1995 als Monument historique anerkannt.[2]
- Die in der Zeit um 1500 im ländlichen spätgotischen Stil erbaute Église Saint-Dalmas ist seit 1970 ebenfalls als Monument historique eingestuft.[3]
- Im Jahr 1985 wurde in einem ehemaligen Bergwerk das Musée de la mine eröffnet.